# 越後神社 (江別市)
越後神社（えちごじんじゃ）は、北海道江別市江別太に所在する神社。国道12号沿い、夕張川に架かる江別大橋の近くにある。
所在地の江別太は、1886年（明治19年）に越後国から入植した農民が開墾を始めた土地であり、その「越後村」の開村10年目にあたる1895年（明治28年）5月に彌彦神社の分霊を受けて神社が創建された。同年10月には、境内に開村記念碑が建てられている。
春先の境内は、エゾエンゴサクやオオバナノエンレイソウが一面に咲く。また境内には、江別市の保存樹木である「永山武四郎お手植松」がある。ここで言う「松」とはイチイ（水松）のことで、高さは3.5メートルほどしかないが、枝が横に這うように10メートルほども伸びている。

## ギャラリー

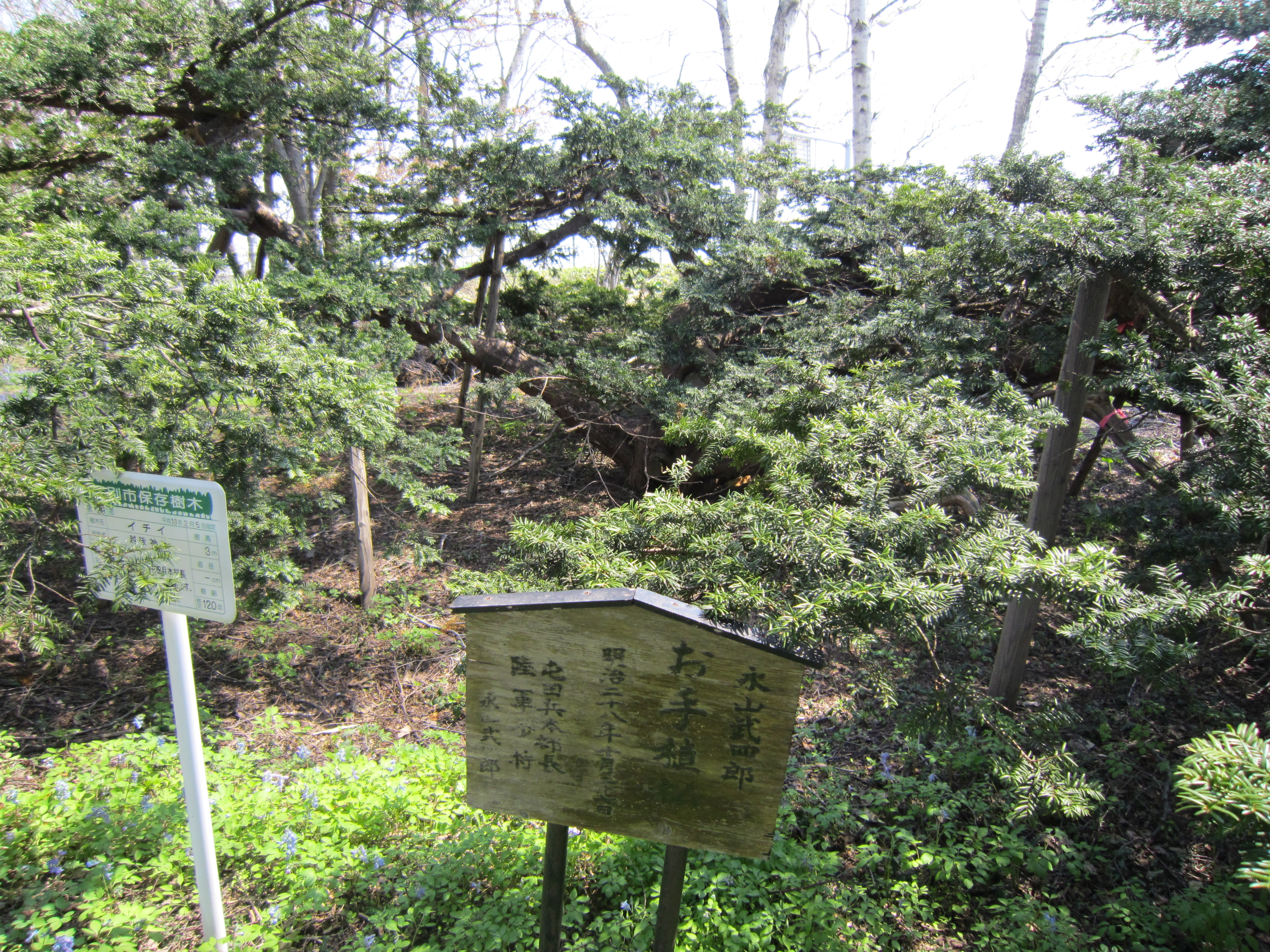
永山武四郎お手植松
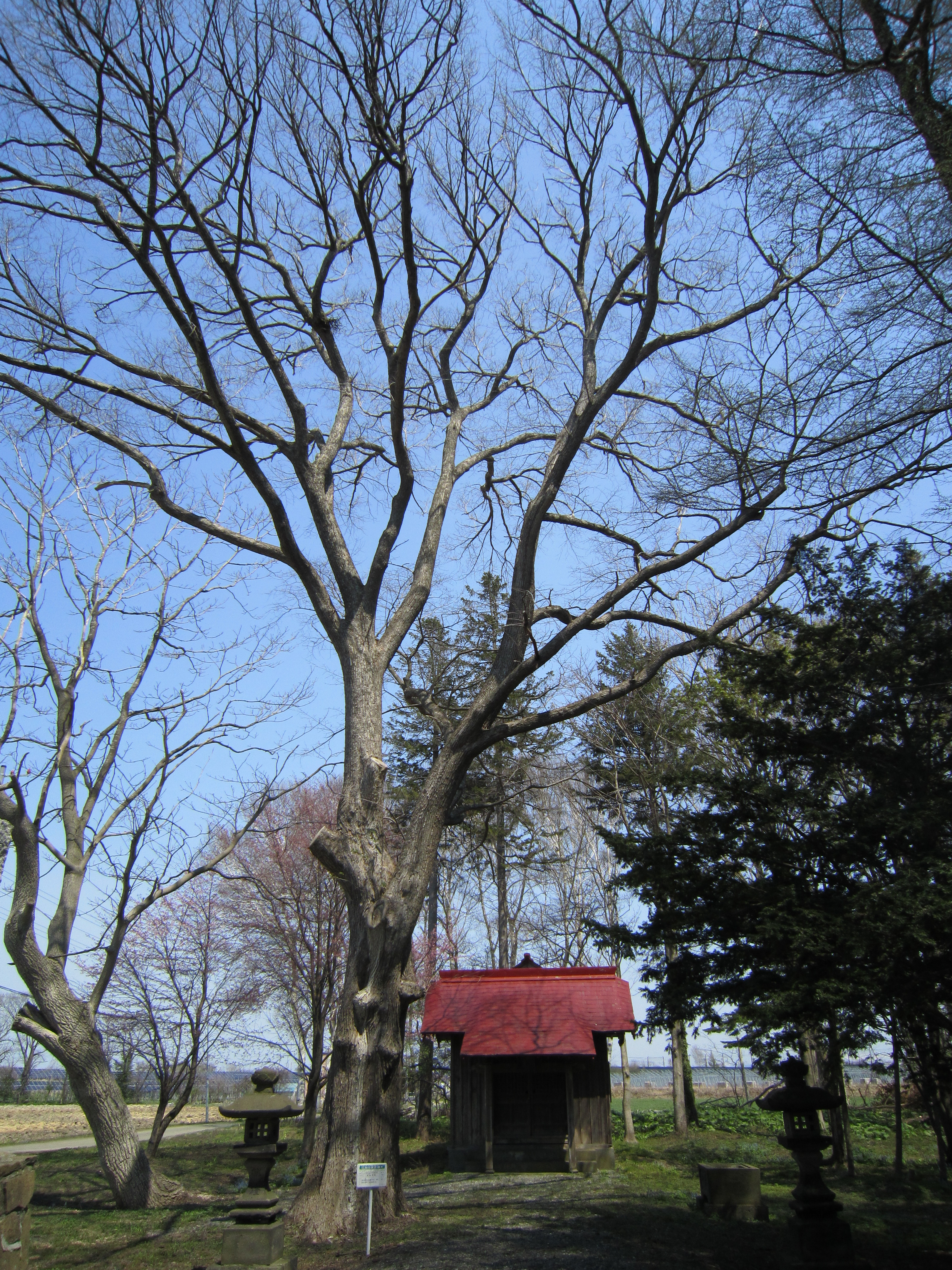
江別市保存樹木 ハルニレ
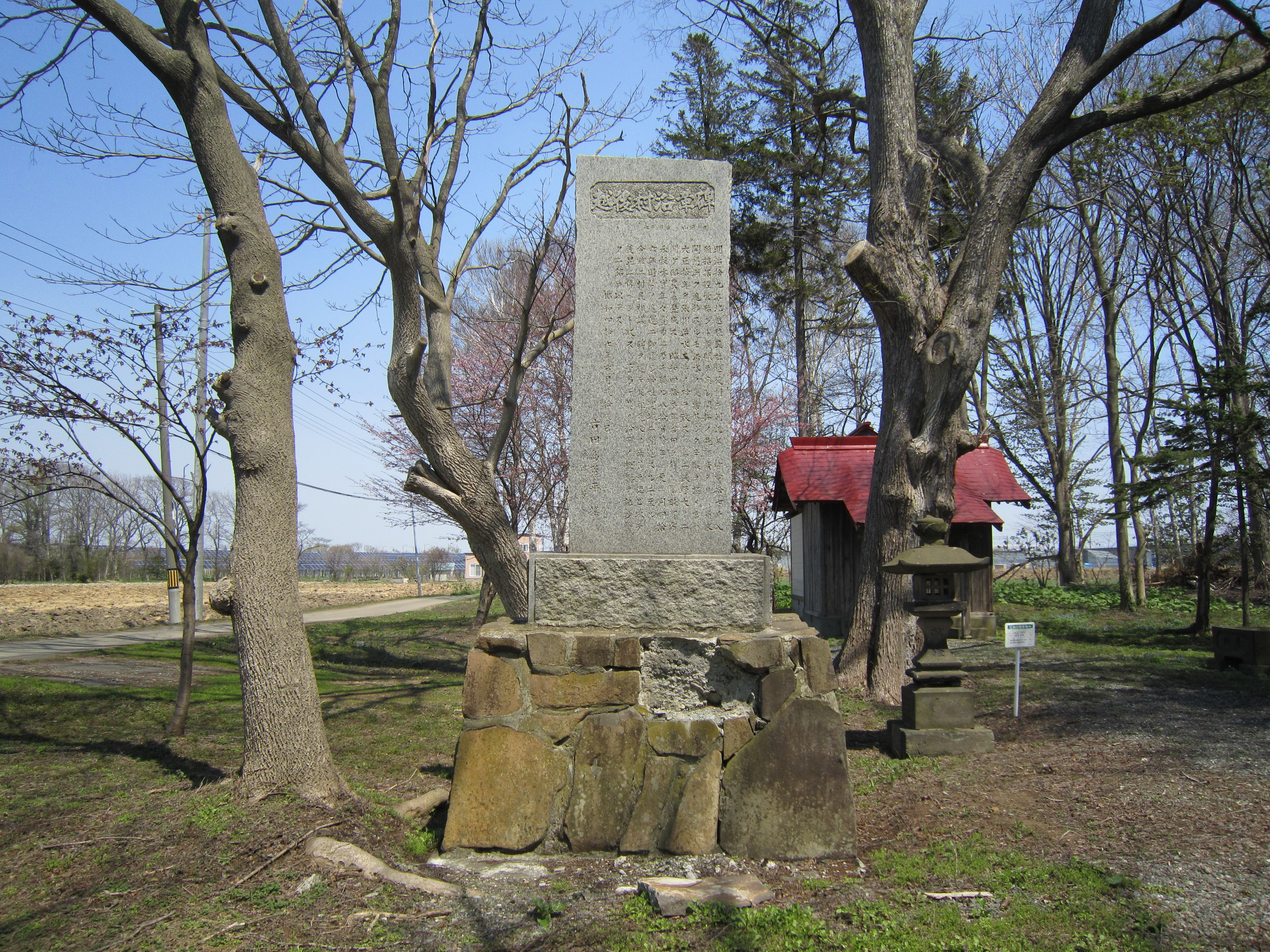
越後村沿革碑
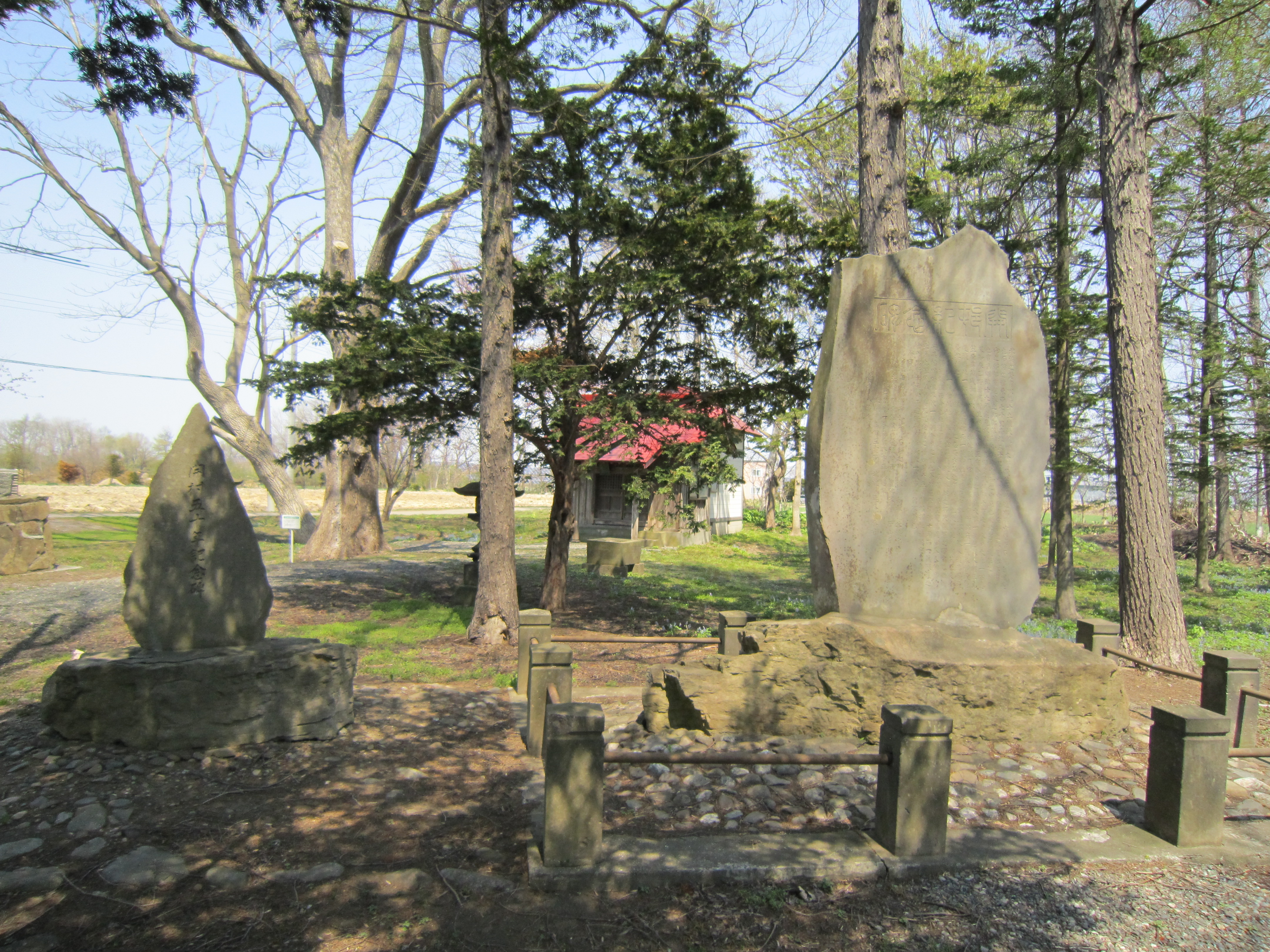
開村記念碑（右）・開村五十年記念碑（左）
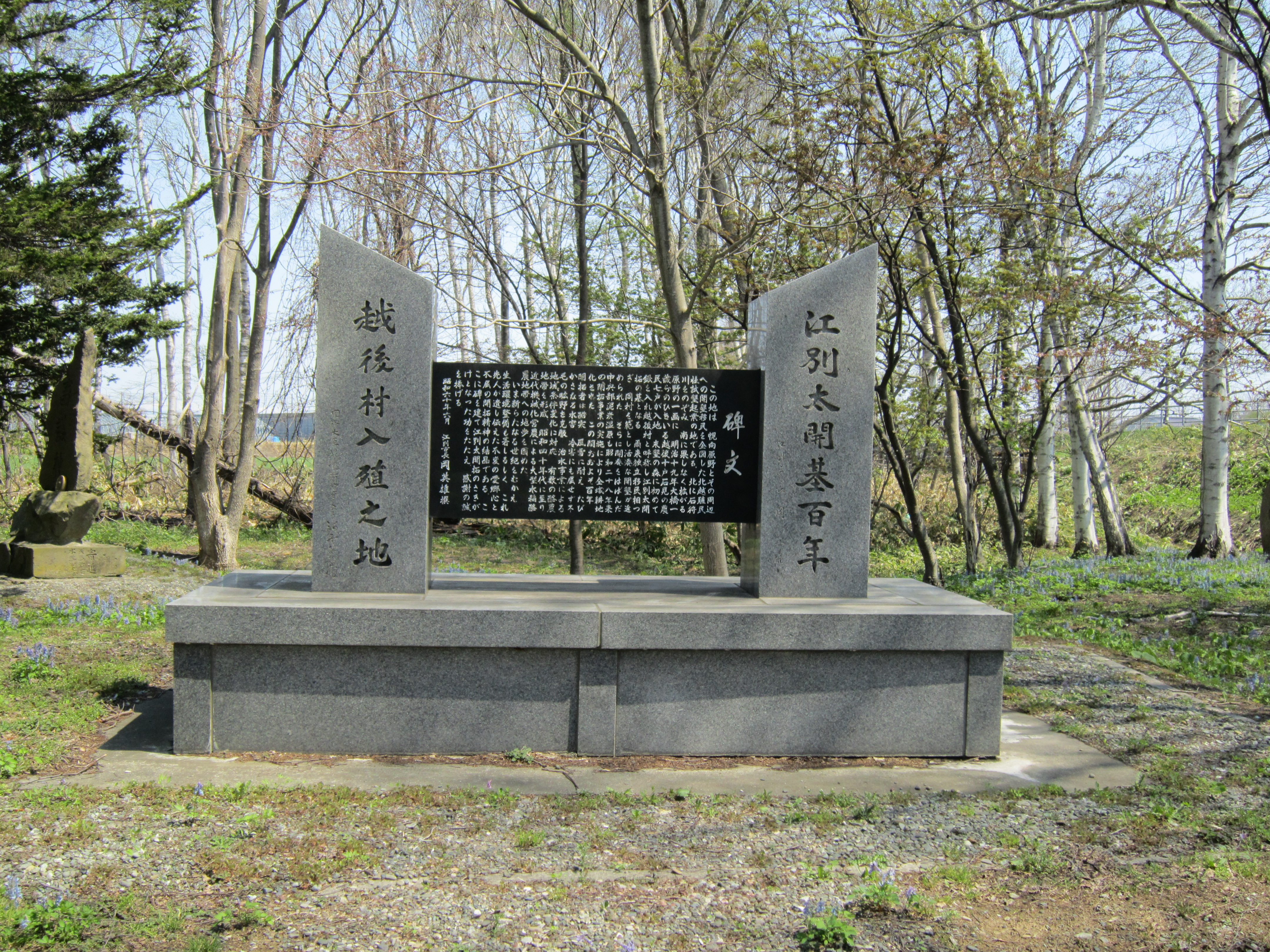
江別太開基百年 越後村入植之地
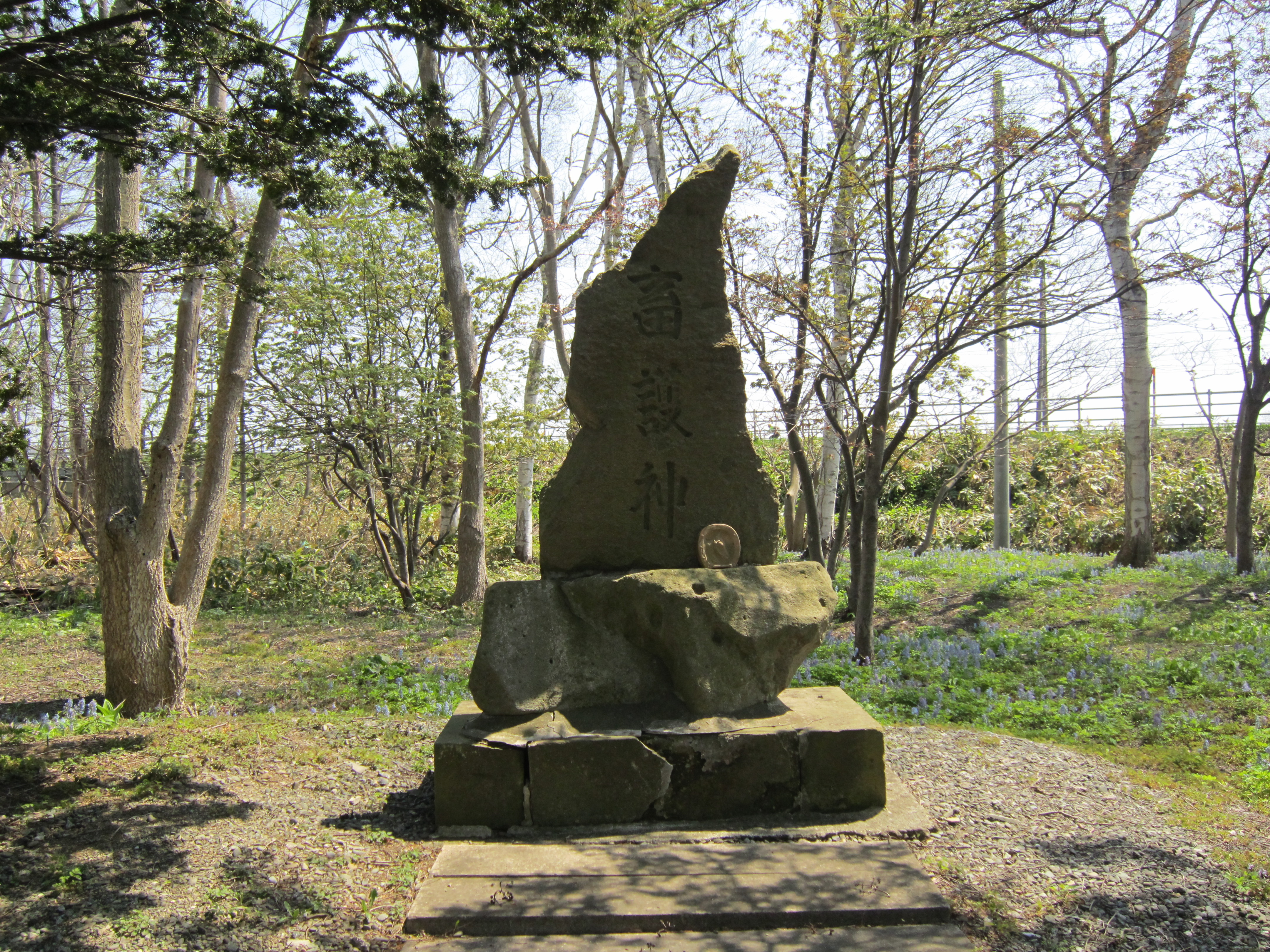
畜護神